# Ce qui reste, c'est l'air. Intégrale 1966/2007
Albums de Alain Chamfort
Le chemin est le bonheur
(2006) Une vie Saint Laurent
(2010)
Ce qui reste, c'est l'air. Intégrale 1966/2007 est l'intégrale des disques (singles et albums) d'Alain Chamfort qu'il a sorti de 1966 à 2007.
Il comporte un inédit, La décadanse, en duo avec Mylène Jampanoï. Ce titre est une reprise de Serge Gainsbourg et Jane Birkin.

## Intégrale vol.1 1966-1978
- CD 1 : Alain le Govic / Les Mods
- CD 2 : L’Amour en France (l’époque Flèche/Claude François)
- CD 3 : Mariage à l'essai
- CD 4 : Rock n’rose

## Intégrale vol.2 1979-1987
- CD 1 : Poses
- CD 2 : Amour année zéro
- CD 3 : Secrets glacés
- CD 4 : Tendres Fièvres

## Intégrale vol.3 1988-1997
- CD 1: Double Vie
- CD 2: Trouble
- CD 3: Neuf
- CD 4: Personne n'est parfait

## L’Intégrale dans sa boîte numérotée

### Albums
- CD 1 : Alain Legovic / Les Mods (1966-1970)
- CD 2 : L’amour en France… (1972-1975)
- CD 3 : Mariage à l'essai (1976)
- CD 4 : Rock‘n Rose (1977)
- CD 5 : Poses (1979)
- CD 6 : Amour, Année Zéro (1981)
- CD 7 : Secrets Glacés (1983)
- CD 8 : Tendres Fièvres (1986)
- CD 9 & 10 : Double vie (1988 : Live au Casino de Paris)
- CD 11 : Trouble (1990)
- CD 12 : Neuf (1993)
- CD 13 : Personne n'est parfait (1997)
- CD 14 : Le Plaisir (2003)
- CD 15 & 16 : Impromptu dans les jardins du Luxembourg (2005)
- CD 17 & 18 : Le Chemin est le bonheur (2006)

### Inédits et bonus
- CD 19 : Live avec Steve Nieve et Bertrand Burgalat
- CD 20 : Titres rares et inédits 1958-1977
- CD 21 : Titres rares et inédits 1978-1989
- CD 22 : Titres rares et inédits 1990-2007
- Inclus titre inédit: « La décadanse » en duo avec Mylène Jampanoi.

## DVD
- DVD 1 : L’intégrale des clips (1979-2004)
- DVD 2 : Impromptu dans les jardins du Luxembourg (2005)